# 6574 Gvishiani
6574 Gvishiani este un asteroid din centura principală de asteroizi.

## Descriere
6574 Gvishiani este un asteroid din centura principală de asteroizi. A fost descoperit pe 26 august 1976 la Observatorul de Astrofizică din Crimeea de Nikolai Cernîh. Asteroidul prezintă o orbită caracterizată de o semiaxă mare de 3,40 ua, o excentricitate de 0,19 și o înclinație de 17,7° în raport cu ecliptica.